# Máquina de costura

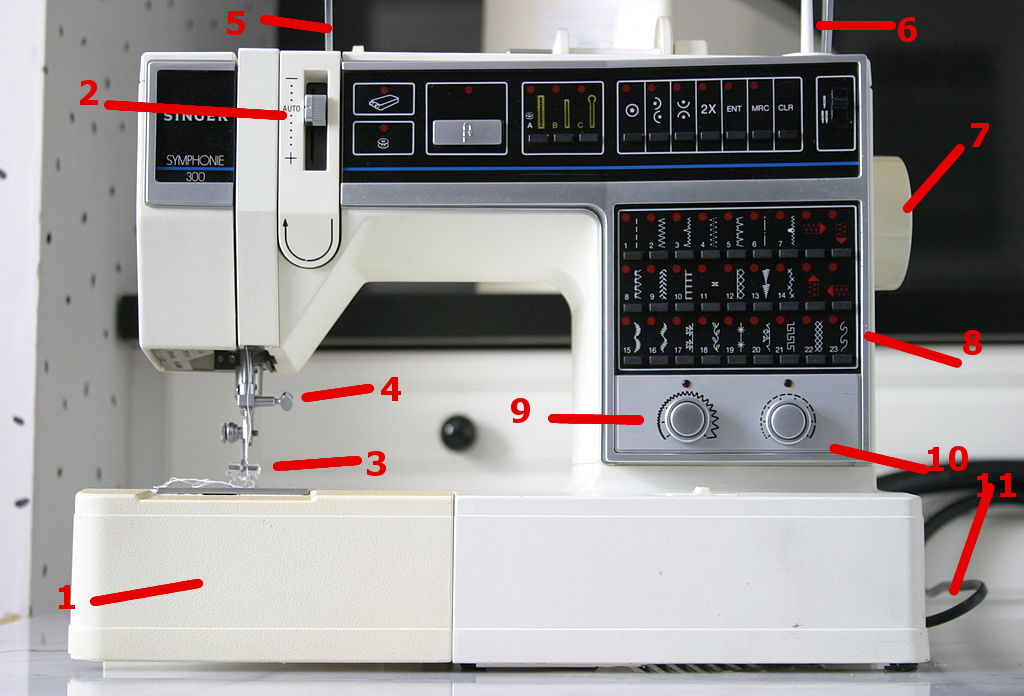
Uma máquina de costura moderna (Singer Symphonie 300)

Animação do processo mecânico executado por uma máquina de costura.

A máquina de costura é um aparelho utilizado para unir ou prender partes de tecidos ou outros materiais flexíveis, por exemplo, na fabricação de peças de vestuário ou de calçado. Basicamente, a máquina consiste num mecanismo que faz mover uma agulha cuja ponta está enfiada numa linha, que em cada movimento de passagem pelo tecido é enrolada em outra linha colocada numa bobina separada. O movimento pode ser acionado manualmente, por meio de um pedal ou por motor elétrico.
Há muitas variantes da versão básica. Algumas são especializadas para certas funções como, por exemplo, para cortar e chulear (chamadas, também, de "máquinas de cortar"), para pregar botões, para uso doméstico, comercial e industrial.

## História

### Origem
Charles Fredrick Wiesenthal, um engenheiro nascido na Alemanha que trabalhava na Inglaterra, recebeu a primeira patente britânica de um dispositivo mecânico para costura em 1755. Sua invenção consistia em uma agulha de ponta dupla com fio em uma das pontas.

Animação do processo de costura da máquina.

A máquina de costura foi inventada durante a primeira Revolução industrial para reduzir o trabalho manual de costura realizado nas empresas de roupas. Desde a invenção da primeira máquina de costura, geralmente considerada como sendo obra do inglês Thomas Saint, em 1790. Ele fez o primeiro projeto de máquina de costura, mas não conseguiu anunciar ou comercializar sua invenção. Sua máquina foi projetada para ser usada em couro e lona. É provável que Saint tivesse um modelo funcional, mas não há evidências de um. Ele era um marceneiro habilidoso e seu dispositivo incluía muitos recursos funcionais, como um braço suspenso, um mecanismo de alimentação (adequado para comprimentos curtos de couro), uma barra de agulha vertical e um laçador. Saint criou a máquina para reduzir a quantidade de costura à mão nas roupas, tornando-a mais confiável e funcional.
Sua máquina de costura usava o método de ponto corrente, no qual a máquina usa uma única linha para fazer pontos simples no tecido. Um furador de costura perfuraria o material e uma ponta bifurcada levaria o fio pelo orifício onde seria enganchado por baixo e movido para o próximo ponto de costura, onde o ciclo seria repetido, travando o ponto. A máquina de Saint foi projetada para auxiliar na fabricação de diversos artigos de couro, incluindo selas e freios, mas também era capaz de trabalhar com tela e era usada para costurar velas de navios. Embora sua máquina fosse muito avançada para a época, o conceito precisaria de melhorias constantes nas próximas décadas antes de se tornar uma proposta prática. Em 1874, um fabricante de máquinas de costura, William Newton Wilson, encontrou os desenhos de Saint no Escritório de Patentes do Reino Unido e fez ajustes no laçador e construiu sua máquina. Atualmente, o objeto está no Museu da Ciência em Londres.

O ponto corrente da Thomas Saint usado no primeiro projeto completo de máquina de costura para trabalho em couro. Um furador precedeu a agulha pontiaguda para fazer um orifício em preparação para a linha.

Em 1804, uma máquina de costura foi construída pelos ingleses Thomas Stone e James Henderson, e uma máquina de bordar foi construída por John Duncan na Escócia. Um alfaiate austríaco, Josef Madersperger, começou a desenvolver sua primeira máquina de costura em 1807 e apresentou sua primeira máquina funcional em 1814. Tendo recebido apoio financeiro de seu governo, o alfaiate austríaco trabalhou no desenvolvimento de sua máquina até 1839, quando construiu uma máquina imitando o processo de tecelagem usando o ponto de corrente.

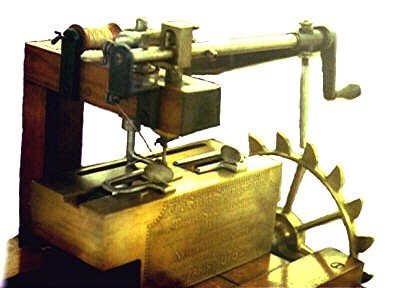
A cópia feita por Newton Wilson da máquina de costura de Saint

A primeira máquina de costura prática e amplamente utilizada foi inventada por Barthélemy Thimonnier, um alfaiate francês, em 1829. Sua máquina fazia costuras retas usando ponto de corrente como o modelo de Saint e, em 1830, ele assinou contrato com Auguste Ferrand, engenheiro de minas fez os desenhos necessários e apresentou um pedido de patente. A patente de sua máquina foi emitida em 17 de julho de 1830 e, no mesmo ano, ele abriu, com parceiros, a primeira empresa de fabricação de roupas à base de máquinas do mundo a criar uniformes militares para o Exército francês. No entanto, a fábrica foi incendiada, supostamente por trabalhadores temerosos de perder seu sustento, após a emissão da patente.
Um modelo da máquina está exibido no Museu da Ciênciade Londres. A máquina é feita de madeira e usa uma agulha farpada que desce através do tecido para agarrar a linha e puxá-la para cima, formando uma laçada a ser travada na próxima laçada. A primeira máquina de costura americana de ponto fixo foi inventada por Walter Hunt em 1832. Sua máquina usava uma agulha com o olho e a ponta na mesma extremidade carregando a linha superior e uma lançadeira caindo carregando a linha inferior. A agulha curva moveu-se horizontalmente pelo tecido, deixando o laço quando foi retirado. A lançadeira passou pelo laço, entrelaçando o fio. A alimentação não era confiável, exigindo que a máquina fosse parada com frequência e reiniciada. Hunt acabou perdendo o interesse em sua máquina e vendeu máquinas individuais sem se preocupar em patentear sua invenção, e só a patenteou no final de 1854. Em 1842, John Greenough patenteou a primeira máquina de costura nos Estados Unidos. Os sócios britânicos Newton e Archibold introduziram a agulha pontiaguda e o uso de duas superfícies de prensagem para manter os pedaços de tecido em posição, em 1841.
A primeira máquina a combinar todos os elementos díspares do meio século anterior de inovação na máquina de costura moderna foi o dispositivo construído pelo inventor inglês John Fisher em 1844, um pouco antes das máquinas muito semelhantes construídas por Isaac Merritt Singer em 1851, e o menos conhecido Elias Howe, em 1845. No entanto, devido ao arquivamento da patente de Fisher no Escritório de Patentes, ele não recebeu o devido reconhecimento pela máquina de costura moderna nas disputas judiciais de prioridade com Singer, e Singer colheu os benefícios da patente.

### Competição Industrial

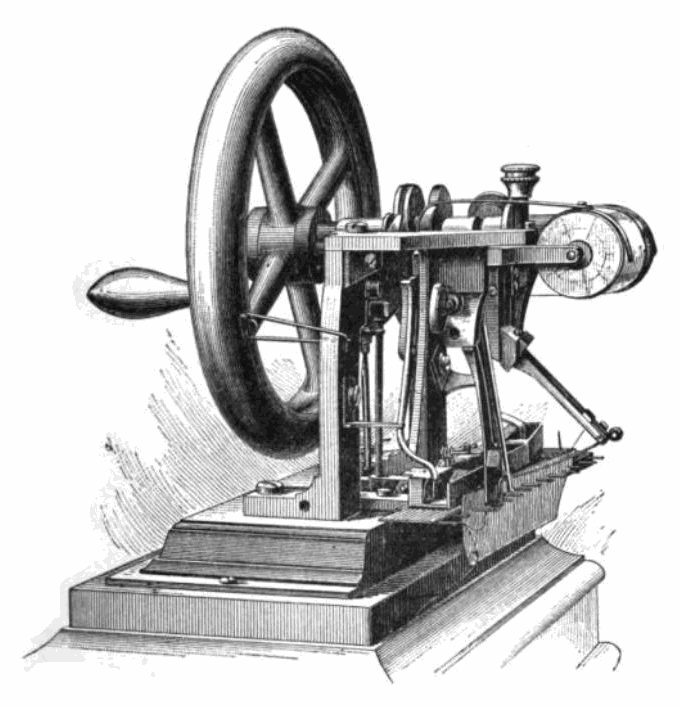
Máquina de ponto fixo de Elias Howe, inventada em 1845.
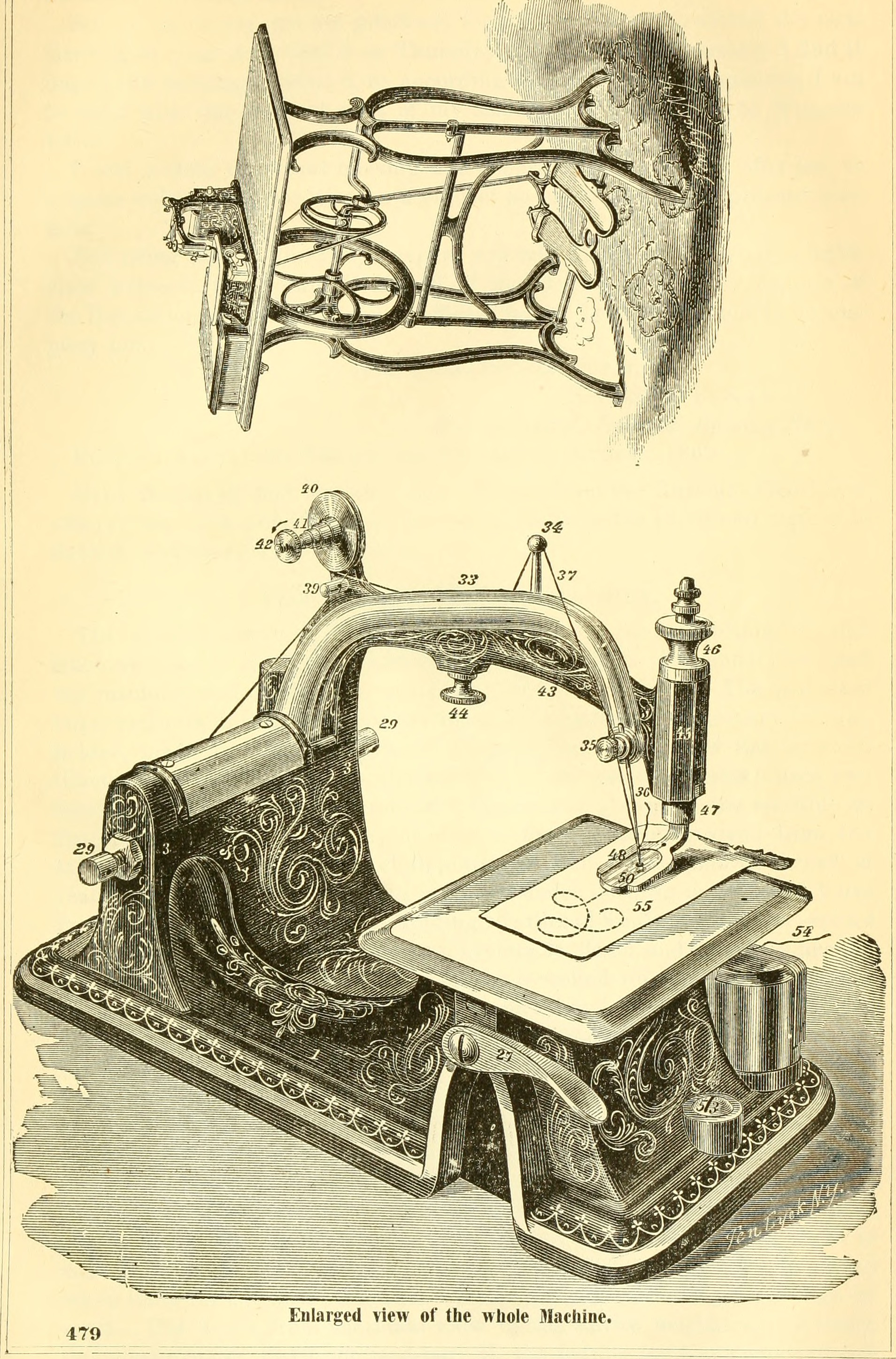
Máquina de costura elíptica com gancho elíptico e bobina estacionária, American Institute Fair, 1862.
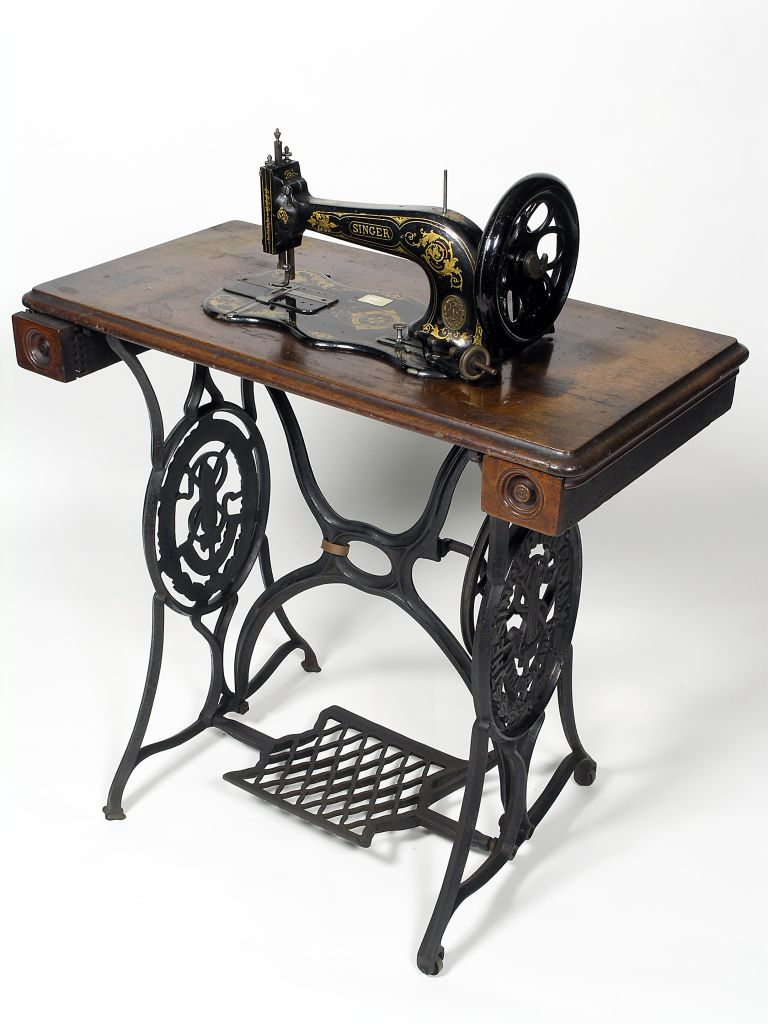
Máquina de pedal Singer.
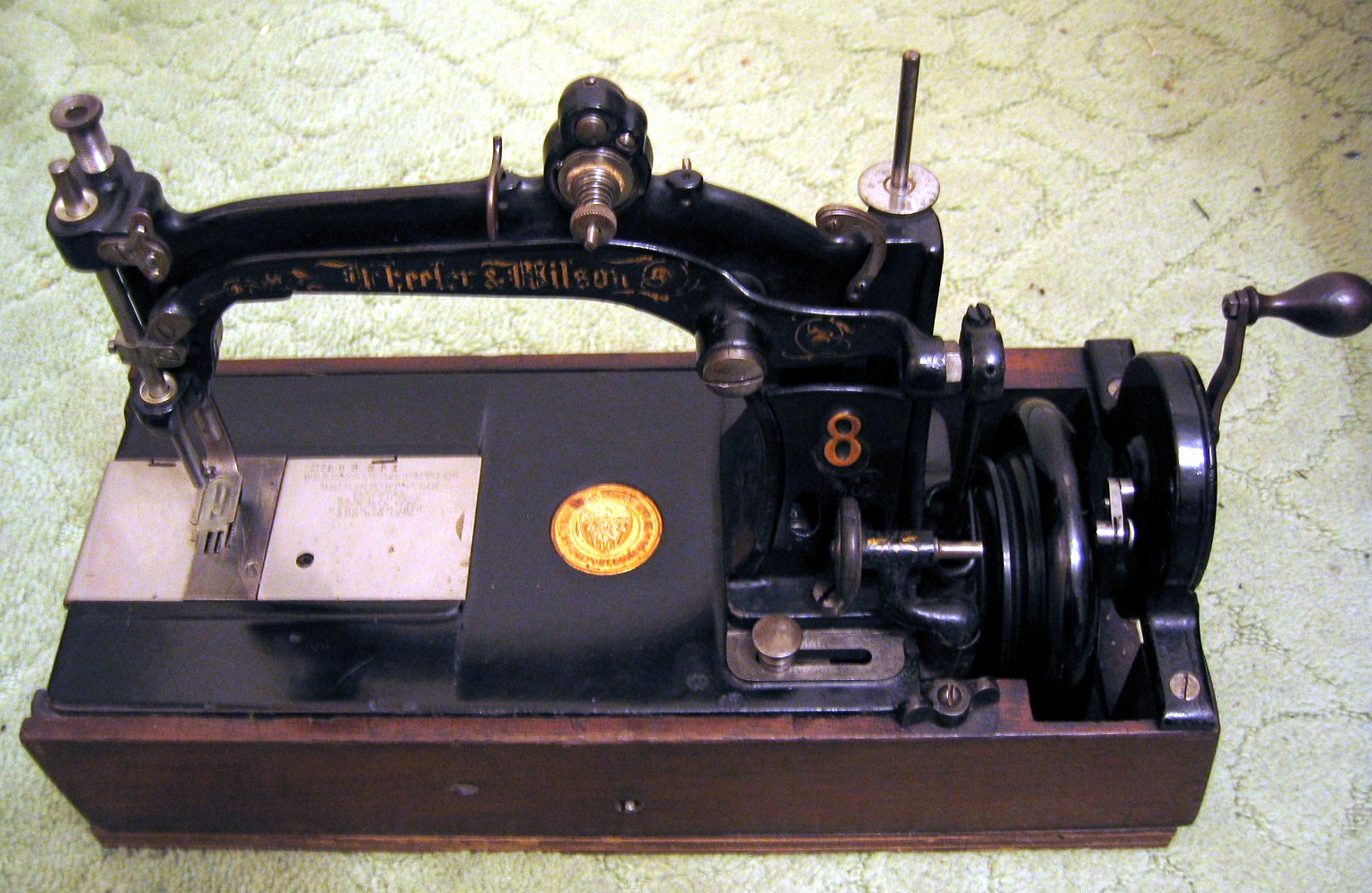
Uma máquina de 1880 com manivela da Wheeler and Wilson Company.
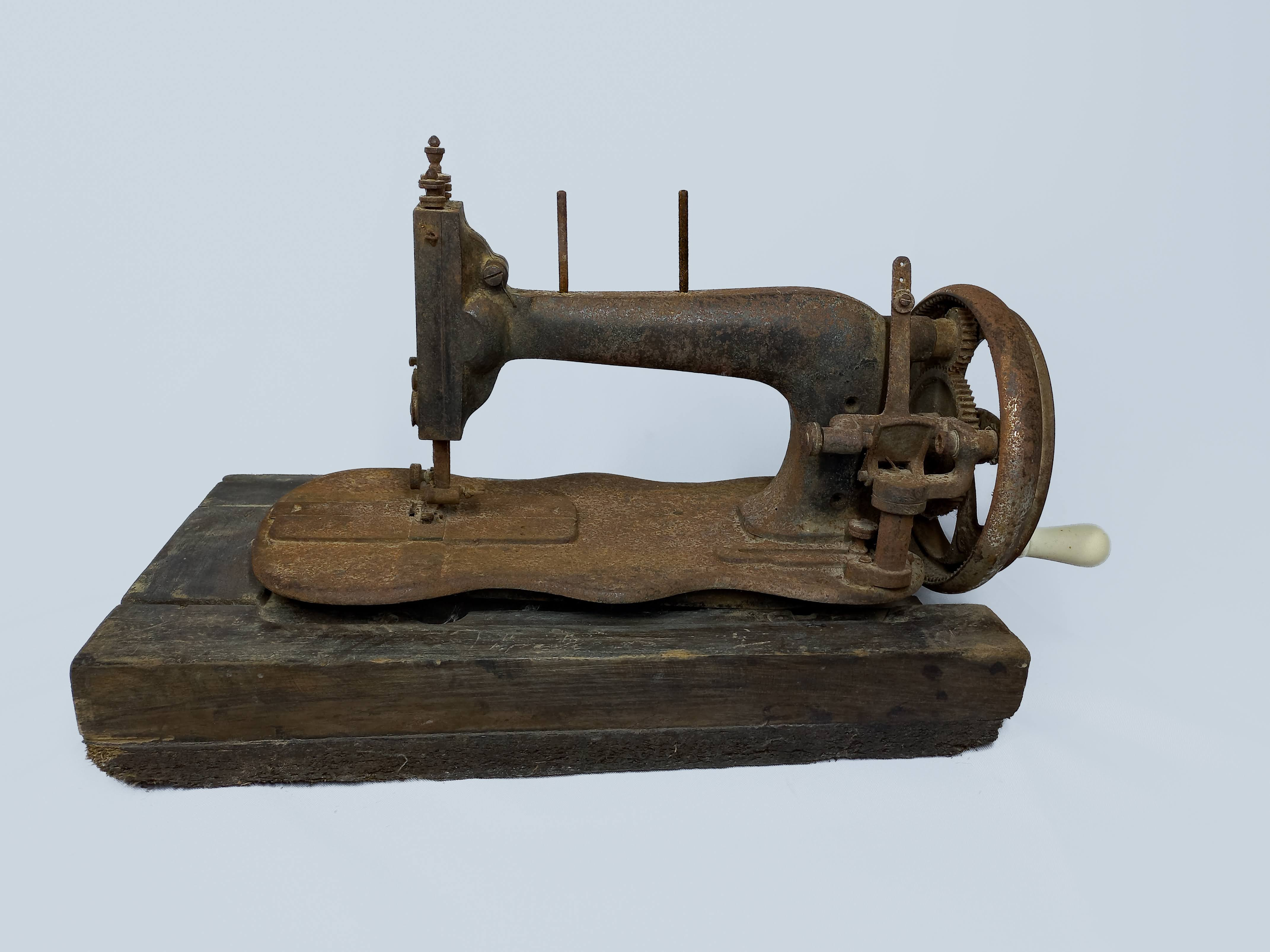
Antiga Máquina de Costura

Elias Howe, nascido em Spencer, Massachusetts, criou sua máquina de costura em 1845, usando um método semelhante ao de Fisher, exceto que o tecido era segurado verticalmente. Uma melhoria importante em sua máquina foi fazer a agulha sair do ponto, começando pelo olho. Depois de uma longa estada na Inglaterra tentando atrair o interesse por sua máquina, ele voltou à América para encontrar várias pessoas que infringiam sua patente, entre elas Isaac Merritt Singer. Ele acabou vencendo um caso por violação de patente em 1854 e foi concedido o direito de reivindicar royalties dos fabricantes usando ideias cobertas por sua patente, incluindo Singer.
Singer vira uma máquina de costura rotativa sendo consertada em uma loja de Boston. Como engenheiro, ele achou que era desajeitado e decidiu projetar um melhor. A máquina que ele projetou usava uma lançadeira caindo em vez de uma rotativa; a agulha foi montada verticalmente e incluiu um calcador para segurar o tecido no lugar. Ele tinha um braço fixo para segurar a agulha e incluía um sistema básico de tensão. Esta máquina combinou elementos das máquinas de Thimonnier, Hunt e Howe. A Singer obteve a patente americana em 1851. O pedal usado desde a Idade Média, usado para converter movimentos alternativos em rotativos, foi adaptado para acionar a máquina de costura, deixando as duas mãos livres.

Quando Howe soube da máquina de Singer, ele o levou ao tribunal, onde Howe ganhou e Singer foi forçado a pagar uma quantia única por todas as máquinas já produzidas. Singer então obteve uma licença sob a patente de Howe e pagou a ele US$ 1,15 por máquina antes de fazer um acordo com o advogado Edward Clark. Eles criaram o primeiro acordo de locação-compra para permitir que as pessoas comprassem suas máquinas por meio de pagamentos ao longo do tempo.

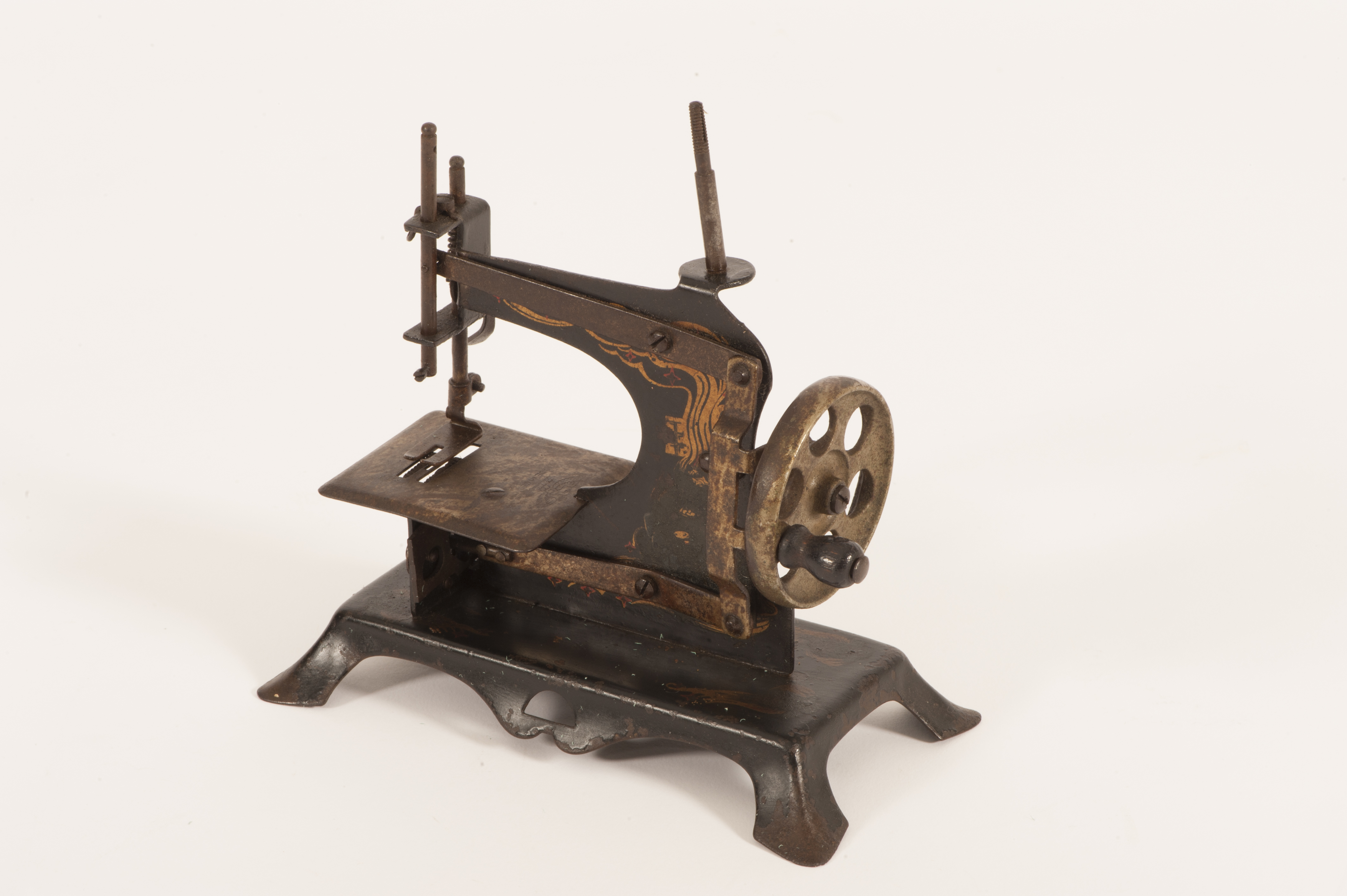
Miniatura em madeira de uma máquina de costura, 1920

Enquanto isso, Allen B. Wilson desenvolveu uma nave que retribuía em um curto arco, o que era uma melhoria em relação a Singer e Howe. No entanto, John Bradshaw patenteou um dispositivo semelhante e ameaçou processar, então Wilson decidiu tentar um novo método. Ele fez uma parceria com Nathaniel Wheeler para produzir uma máquina com um gancho giratório em vez de uma lançadeira. Isso era muito mais silencioso e suave do que outros métodos, com o resultado de que a Wheeler & Wilson Company produziu mais máquinas nas décadas de 1850 e 1860 do que qualquer outro fabricante. Wilson também inventou o mecanismo de alimentação de quatro movimentos que ainda é usado em todas as máquinas de costura hoje. Isso tinha um movimento para frente, para baixo, para trás e para cima, que puxava o tecido com um movimento uniforme e suave. Charles Miller patenteou a primeira máquina para costurar botões. Ao longo da década de 1850, mais e mais empresas foram sendo formadas, cada uma tentando processar a outra por violação de patente. Isso desencadeou um episódio como Guerra das Máquinas de Costura.
Em 1856, a  Sewing Machine Combination foi formada por Singer, Howe, Wheeler, Wilson e Grover e Baker. Essas quatro empresas juntaram suas patentes, pelo fato de todos os fabricantes terem de obter uma licença de US$ 15 por máquina. Isso durou até 1877, quando a última patente expirou.
James Edward Allen Gibbs (1829–1902), um fazendeiro de Raphine no condado de Rockbridge, Virgínia, patenteou a primeira máquina de costura de linha única com ponto corrente em 2 de junho de 1857. Em parceria com James Willcox, Gibbs tornou-se o sócio principal da Willcox & Gibbs Empresa de máquinas de costura. As máquinas de costura comerciais Willcox & Gibbs ainda são usadas no século XXI, com peças sobressalentes disponíveis.

### Expansão comercial

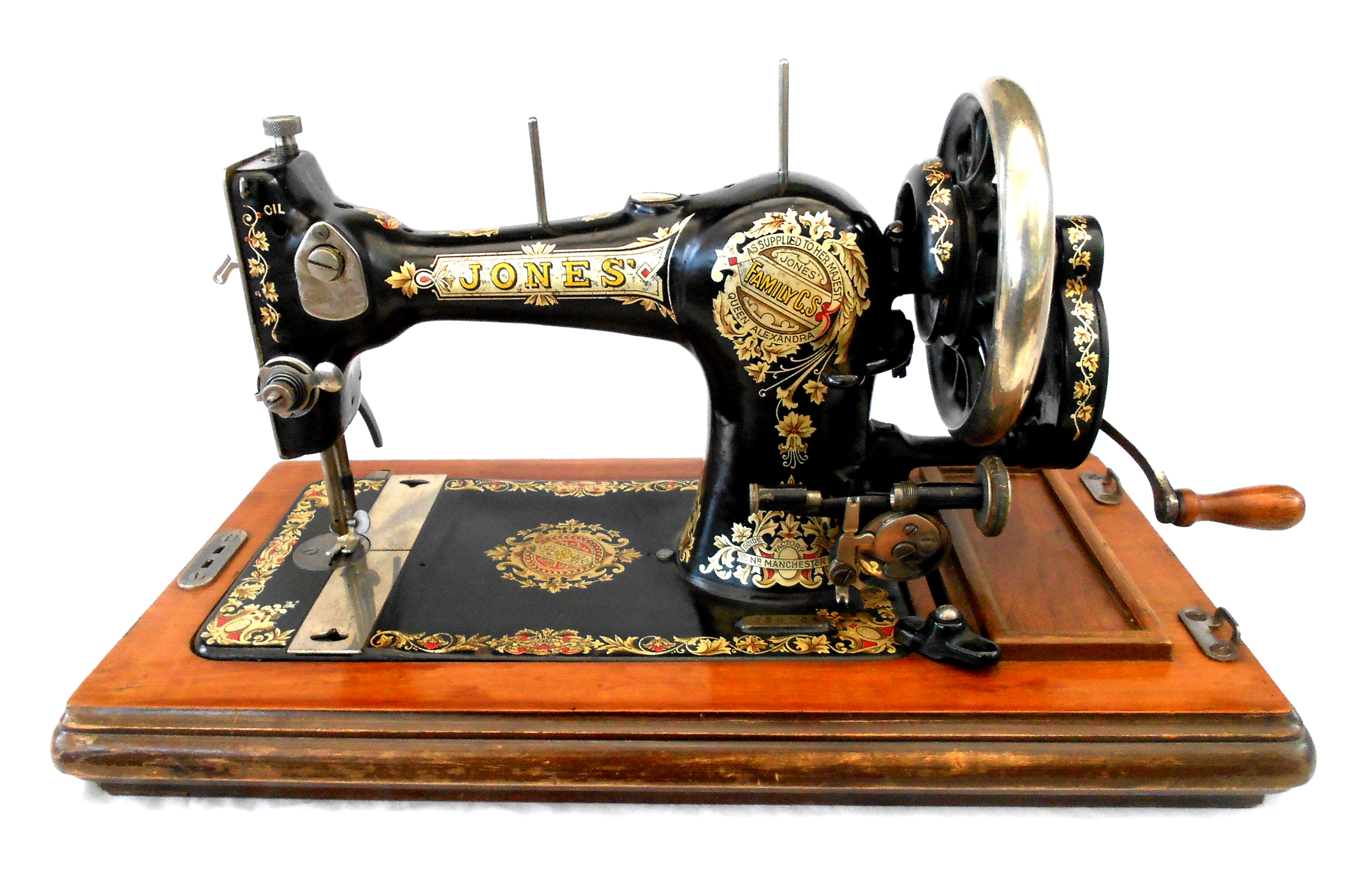
Máquina de costura da Jones Family CS de 1935

William Jones começou a fazer máquinas de costura em 1859 e em 1860 formou uma parceria com Thomas Chadwick. Como Chadwick & Jones, eles fabricaram máquinas de costura em Ashton-under-Lyne, Inglaterra até 1863. Suas máquinas usaram designs de Howe e Wilson produzidos sob licença. Thomas Chadwick mais tarde juntou-se à Bradbury & Co. William Jones abriu uma fábrica em Guide Bridge, Manchester em 1869. Em 1893, uma folha de publicidade de Jones afirmou que esta fábrica era a "Maior Fábrica da Inglaterra, fazendo exclusivamente máquinas de costura de primeira classe". A empresa foi renomeada como Jones Sewing Machine Co. Ltd e foi posteriormente adquirida pela Brother Industries of Japan, em 1968.
Os fabricantes de roupas foram os primeiros clientes de máquinas de costura e os usaram para produzir as primeiras roupas e sapatos. Na década de 1860, os consumidores começaram a comprá-los, e as máquinas com preços entre £ 6 e £ 15 na Grã-Bretanha, dependendo de suas características, tornaram-se muito comuns em lares de classe média. Os proprietários eram muito mais propensos a gastar tempo livre com suas máquinas para fazer e consertar roupas para suas famílias do que para visitar amigas, e revistas femininas e guias domésticos, como a Sra. Beeton, ofereciam modelos de roupas e instruções. Uma máquina de costura pode produzir uma camisa masculina em cerca de uma hora, em comparação com 14 horas e meia feito à mão.
Em 1877, a primeira máquina de crochê do mundo foi inventada e patenteada por Joseph M. Merrow, então presidente do que havia começado na década de 1840 como uma oficina mecânica para desenvolver máquinas especializadas para as operações de tricô. Esta máquina de crochê foi a primeira máquina de costura overloque de produção. A Merrow Machine Company tornou-se um dos maiores fabricantes americanos de máquinas de costura overlock e permanece no século XXI como o último fabricante americano de máquinas de costura overlock.
Em 1885, Singer patenteou a máquina de costura Singer Vibrating Shuttle, que usava a ideia de Allen B. Wilson para uma lançadeira vibratória e era um ponto de costura melhor do que as lançadeiras oscilantes da época. Milhões dessas máquinas, talvez a primeira máquina de costura realmente prática para uso doméstico do mundo, foram produzidas até serem finalmente substituídas pelas máquinas de lançadeira rotativa no século XX. As máquinas de costura continuaram sendo feitas com aproximadamente o mesmo design - com uma decoração mais luxuosa - até meados do século XX.
As primeiras máquinas elétricas foram desenvolvidas pela Singer Sewing Co. e comercializadas em 1889. No final da Primeira Guerra Mundial, a Singer estava oferecendo à venda máquinas manuais, de pedal e elétricas. No início, as máquinas elétricas eram máquinas padrão com um motor amarrado na lateral, mas à medida que mais residências ganhavam energia, elas se tornavam mais populares e o motor era gradualmente introduzido na caixa.

### Introdução das máquinas elétricas
As máquinas de costura eram mecânicas e usavam engrenagens como eixos e alavancas até a década de 1970, quando as máquinas eletrônicas foram introduzidas no mercado. As máquinas de costura eletrônicas incorporam componentes como placas de circuito, chips de computador e funções adicionais para controle automatizado da costura. Esses componentes eletrônicos possibilitaram novos recursos, como cortadores de linha automatizados, posicionamento de agulha e remate, bem como padrões de pontos digitalizados e combinações de pontos. Devido ao aumento da complexidade e da vida útil das peças eletrônicas, as máquinas de costura eletrônicas não duram tanto quanto as máquinas de costura mecânicas, que podem durar mais de 100 anos.

## A máquina a manivela

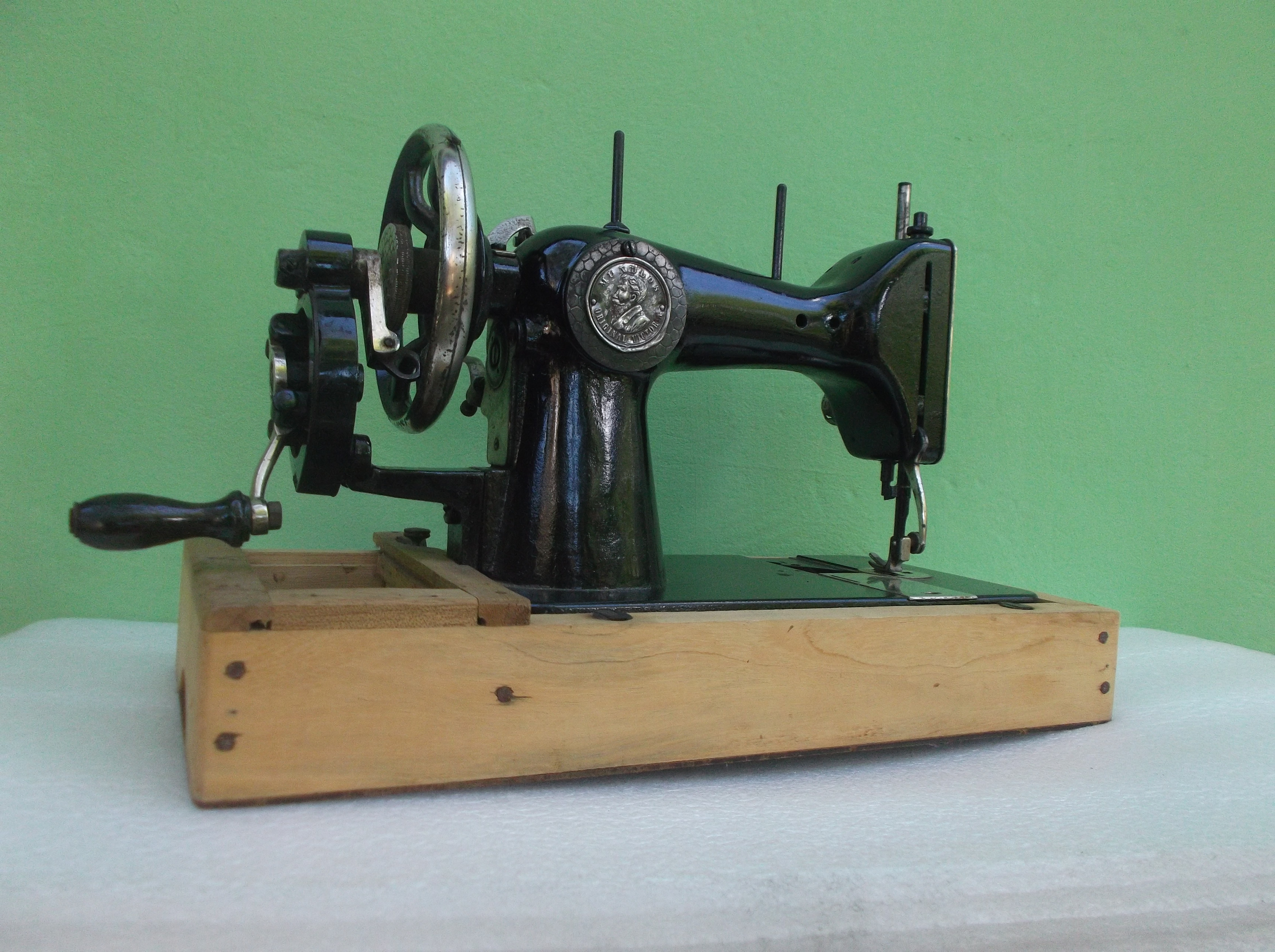
Antiga máquina a manivela

Durante boa parte da vida da máquina de costura, houve fabricação de máquinas de tamanho versátil montadas em uma base de madeira e que tinham propulsão manual através de uma manivela. Ela é antecessora da máquina de pedal.
Embora o conceito da máquina de costura existisse desde 1755, eram máquinas pesadas, caras e difíceis de operar. Apenas em 1830, quando o alfaiate francês Barthélemy Thimmonier resolveu aperfeiçoar a tecnologia já existente, é que as máquinas de costura tornaram-se verdadeiramente práticas. Thimmonier chegou a montar uma fábrica de uniformes para o exército, mas esta foi destruída por um incêndio.
Graças a Thimmonier, foi possível pensar nas primeiras linhas de produção de roupas em escala industrial. A popularização da máquina de costura ajudou na substituição de uma produção artesanal e personalizada de roupas para o modelo de produção industrial, em série, que existe hoje.